# Stygicola dentata
Stygicola dentata là một loài cá thuộc họ Bythitidae. Nó là loài đặc hữu của Cuba.